# Plaza de los Zurradores
La plaza de los Zurradores es un espacio público de la ciudad española de Sevilla.

## Descripción
La plaza, cuyo título es de origen gremial, tiene entradas por las calles Estella, Irún, Sanclemente y Tintes. Aparece descrita en la Noticia histórica del origen de los nombres de las calles de esta ciudad de Sevilla (1839) de Félix González de León con las siguientes palabras:

Plaza de los Zurradores. Con esta plaza, que es la última en el órden alfabético que hemos seguido, se completa el número de ciento y quince plazas que tiene la ciudad dentro de sus murallas entre grandes y pequeñas plazoletas, barreras &c. Esta pertenece al cuartel B. y á la parroquia de san Bartolomé. Su nombre lo toma por haber en ella fábricas de curtidos, y otras manufacturas de pieles. Está situada detras de la parroquia de san Bartolomé en el muro de la puerta de la Carne. En medio de ella hay una cruz grande de hierro, sobre su peana de material, sin que halla mas que observar.
(González de León, 1839, pp. 145-146)